# Suroosh Alvi
 (avril 2021).
Suroosh Alvi (ourdou : سرے علوی), né le 26 mars 1969 à Toronto, est un journaliste et cinéaste canadien. 
Il est le cofondateur de Vice Media, une marque de médias jeunesse opérant dans plus de 50 pays,. Alvi est un journaliste itinérant et un producteur exécutif de films, couvrant la culture, l'actualité et la musique de la jeunesse mondiale. Il a animé et produit des documentaires primés enquêtant sur des questions, des mouvements et des sous-cultures controversés, notamment les minerais de conflit au Congo[Quoi ?], la guerre en Irak, et l'émergence des talibans pakistanais et du terrorisme mondial,.

## Jeunesse et vie privée
Suroosh Alvi est né à Toronto, en Ontario, de parents pakistanais tous deux universitaires. Sa mère est Sajida S. Alvi, elle se concentre sur les études islamiques et l'histoire moghole, et est maintenant professeur émérite à l'Université McGill. Son père est Sabir A. Alvi, professeur émérite en psychologie à l'Université de Toronto. Alvi a étudié la philosophie à l'Université McGill.
Alvi habite a New York, il a un fils et est marié.

## Carrière
Suroosh Alvi lance Vice avec Shane Smith et Gavin McInnes à Montréal en 1996, après que les trois hommes aient acheté d'Interimages Communications son précurseur Voice of Montreal, dont il était le rédacteur en chef,. À l'origine magazine punk, Vice s'est élargi pour inclure un réseau de propriétés numériques[Quoi ?], y compris Vice.com, TheCreatorsProject.com, Motherboard.tv et Noisey.com ainsi qu'un réseau câblé et OTT, un label de disques, une création en interne agence de services et une division d'édition de livres. Aujourd'hui, Vice produit des dizaines de séries vidéos originales, couvrant l'actualité, les voyages, la musique, les arts, la mode et la gastronomie, et dispose d'un réseau de correspondants et de bureaux. En tant que journaliste, Alvi a réalisé des reportages pour Vice sur HBO et Vice News, qui ont reçu ensemble des Emmy Awards et des Peabody Awards,,
En 2014, Alvi a été commissaire invité du Centre PHI à Montréal et a supervisé une programmation d'un mois.

### Rapports Vice
En 2006, alors que Vice passait de l'édition de magazines au reportage vidéo, Suroosh Alvi a publié un article sur les « marchés des armes au Pakistan »,. Depuis lors, Suroosh Alvi a couvert des histoires du monde entier, des reportages de la République démocratique du Congo, du Pakistan, de l'Afghanistan et de la bande de Gaza,,. Il a produit et animé des documentaires pour Vice sur les séries HBO, Vice News et Vice Travel. En 2017, Vice a lancé une série en plusieurs parties animée par Alvi examinant « les origines et l'impact des organisations terroristes les plus meurtrières du monde : al-Qaïda au Yémen, al Shabaab en Somalie, Boko Haram au Nigéria, le Tehrik-i-Taliban au Pakistan et l'État islamique en Irak. ». En 2020, The Vice Guide to Iran est sorti, hébergé par Alvi. Dans le long métrage documentaire, Alvi interviewe des Iraniens ordinaires sur la vie sous sanctions internationales. Il a également interviewé le député Hossein Sheikholeslam, l'un des étudiants impliqués dans la crise des otages en Iran qui mourrait des suites d'une infection au Covid-19 en mars, avant la publication du documentaire.

### Vice Music
En 2002, Alvi a créé Vice Music, le label de la société qui s'est associé à plus de 50 artistes et a vendu plus de sept millions d'albums dans le monde. Les artistes en question incluent, entre autres, Snoop Dogg, Action Bronson, Black Lips, Justice, Chromeo, The Streets, Bloc Party et Death From Above 1979. En 2011, Alvi a lancé un partenariat entre Vice Music et Warner Bros. Records,.

### Film Vice
En 2007, Alvi a codirigé et produit le Vice Film, Heavy Metal à Bagdad, un documentaire qui suit le groupe de heavy metal irakien Acrassicauda de la chute de Saddam Hussein de 2003 à nos jours. Le film était une sélection officielle au Festival international du film de Toronto 2007 et au Festival du film de Berlin 2008, et il a été nommé meilleur documentaire au Festival du film de Varsovie 2008.

## Filmographie
Alvi a des crédits de producteur, producteur exécutif, scénariste ou réalisateur sur une gamme de films documentaires, de courts métrages documentaires et de séries télévisées.

### Télévision
- 2010 : The Vice Guide to Everything
- 2011 : Art Talk
- 2011 : Dalston Superstars
- 2011 : Epicly Later'd
- 2011 : Motherboard
- 2011 : Picture Perfect
- 2011 : Powder and Rails
- 2011 : The Vice Guide to Travel
- 2011 : Upgrade
- 2011 : Vice Meets
- 2012 : Behind the Seams
- 2012 : Discotecture
- 2012 : Far Out
- 2013 : Vice
- 2014 : Vice News
- 2014 : Vice News: Russian Roulette — the Invasion of Ukraine
- 2015 : Abandonware
- 2015 : Moj Sport
- 2016 : Cut-Off
- 2016 : Vice Essentials Canada
- 2016 : Fuck, That's Delicious
- 2017 : Tattoo Age
- 2017 : Vice News: Terror
- 2017 : World of Vice

### Documentaires
- 2006 : Heavy Metal à Bagdad
- 2008 : Heavy Metal à Istanbul
- 2010 : Folie cinématographique nord-coréenne
- 2011 : Amazonie toxique
- 2011 : Aokigahara : Forêt du suicide
- 2011 : Le vice-guide du Congo
- 2012 : Réincarné
- 2013 : Lil Bub et Friendz
- 2014 : Cocaïne et brut
- 2014 : Svddxnly
- 2016 : Abri
- 2020 : Guide Vice de l'Iran

### Courts-métrages
- 2006 : Gun Markets of Pakistan
- 2010 : Tikoloshe
- 2011 : Life after Bin Laden in Pakistan
- 2011 : The Rebels of Libya
- 2011 : Tokyo Rising
- 2012 : Rule Britannia: The British Wrester
- 2012 : Vice Guide to Karachi: Battle of Lyari
- 2013 : Cowboy Capitalists
- 2013 : In Saddam's Shadow: Baghdad 10 Years After the Invasion
- 2013 : Korean Poo Wine
- 2013 : The Elmore B&S Ball
- 2013 : The Vice Podcast Show
- 2014 : Blood Debt
- 2014 : My Life Online: The Grim Loner
- 2015 : Blast Fishing in Montenegro
- 2015 : Inside the Monkey Lab
- 2015 : Inside the Superhuman World of the Iceman
- 2015 : Kanabis Ismedju Bola i Zakona
- 2015 : Krivolovci: Hunting for Poachers in Siberia
- 2015 : Rooted
- 2015 : Svet Suspenzija/World of Suspension
- 2015 : Valley of the Islamic Dolls
- 2016 : Behind the Zero Line
- 2016 : Izvan Granica Seksa
- 2017 : Izpravljanie Krivine
- 2017 : Making Contact
- 2017 : Turbotronik
- 2017 : Vice Talks Week with Prime Minister Justin Trudeau